# Burghöfe (Mertingen)
Burghöfe ist ein Gemeindeteil der Gemeinde Mertingen im Landkreis Donau-Ries (Regierungsbezirk Schwaben, Bayern).

## Geographie
Das Gut Burghöfe liegt zweieinhalb Kilometer südöstlich der Ortsmitte von Mertingen. Östlich umfließt die Schmutter den Ort.

## Geschichte
In unmittelbarer Nähe des Gutshofes war von den Römern rund 35 Kilometer nördlich der Provinz-Hauptstadt Augusta Vindelicum (Augsburg) das Kastell Burghöfe, lateinisch Submuntorium und auch Summuntorium, eingerichtet. Oberirdisch sind heute keine Reste der Befestigung mehr sichtbar.
Der Bereich von Kastell und Gutshof gehörte schon vor der Gebietsreform in Bayern zu Mertingen. 1871 zählte das Gut 22 Einwohner, 1950 wurde mit 63 Personen ein Höchststand erreicht und 1970 wurden 17 Bewohner registriert.

## Bodendenkmal
Unter Aktennummer D-7-7330-0001 sind die Freilandstation des Mesolithikums, die Siedlung der Latènezeit sowie das Kastell und Vicus der römischen Kaiserzeit in die Liste der Bodendenkmäler eingetragen.